# Caslano
Caslano es una comuna suiza del cantón del Tesino, situada en el distrito de Lugano, círculo de Magliasina. Limita al noroeste con la comuna de Pura, al noreste con Magliaso, al este con Carabietta, al sureste con Lugano, al sur con Brusimpiano (IT-VA), al suroeste con Lavena Ponte Tresa (IT-VA), y al oeste con Ponte Tresa.

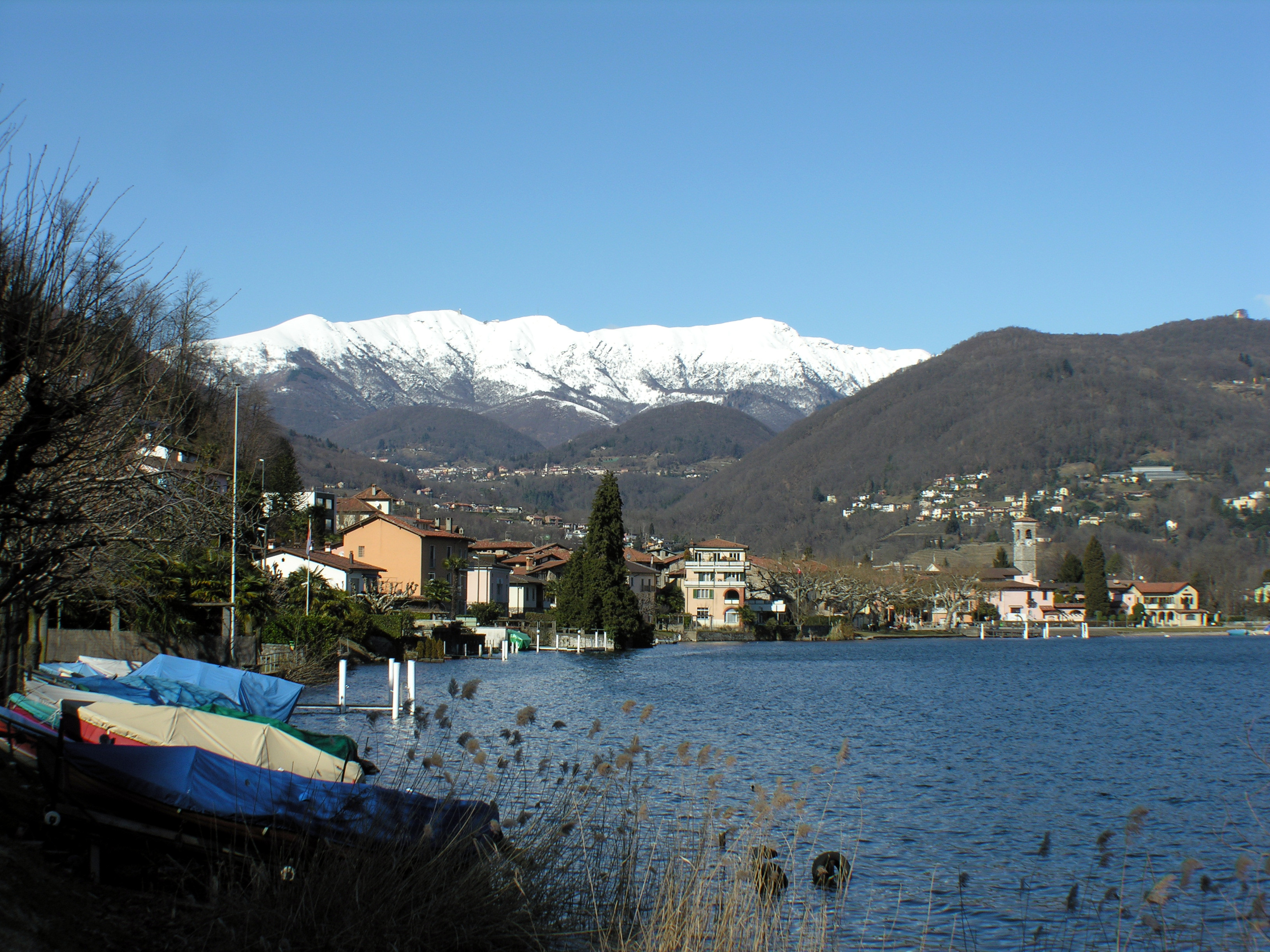
Vista del centro de Caslado desde el lago de Lugano.